# The Hateful Eye
The Hateful Eye är Little Big Adventures andra EP, utgiven 2009 på skivbolaget Labrador.

## Låtlista
1. "Happiest Times" - 3:27
2. "The Hateful Eye" - 2:52
3. "Any Questions?" - 3:39
4. "Son of S:t Jacobs" - 3:02

### Fotnoter
1. ↑  ”The Hateful Eye”. Discogs.com. http://www.discogs.com/Little-Big-Adventure-The-Hateful-Eye-EP/release/2872211. Läst 19 december 2011.